# Campionato europeo femminile di pallacanestro Under-16 Division C 2006
Il Campionato europeo femminile di pallacanestro Under-16 2006 di Division C (noto anche come FIBA U16 Women's European Championship Division C 2006) si è svolto in Lussemburgo, nella omonima capitale.

## Squadre partecipanti
- Gibilterra
- Lussemburgo
- Monaco
- Scozia

## Prima Fase

### Girone Unico
| Pos | Squadra     | G | V | P | PF  | PS  | DP   | Pt |
| --- | ----------- | - | - | - | --- | --- | ---- | -- |
| 1   | Lussemburgo | 3 | 3 | 0 | 218 | 112 | +106 | 6  |
| 2   | Scozia      | 3 | 2 | 1 | 198 | 107 | +91  | 5  |
| 3   | Monaco      | 3 | 1 | 2 | 112 | 160 | −48  | 4  |
| 4   | Gibilterra  | 3 | 0 | 3 | 74  | 223 | −149 | 3  |

| Lussemburgo 11 luglio 2006 | Gibilterra | 19 – 91 | Scozia | Centre National Sportif et Culturel d'Coque |

| Lussemburgo 11 luglio 2006 | Lussemburgo | 77 – 33 | Monaco | Centre National Sportif et Culturel d'Coque |

| Lussemburgo 12 luglio 2006 | Monaco | 50 – 27 | Gibilterra | Centre National Sportif et Culturel d'Coque |

| Lussemburgo 12 luglio 2006 | Scozia | 51 – 59 | Lussemburgo | Centre National Sportif et Culturel d'Coque |

| Lussemburgo 13 luglio 2006 | Gibilterra | 28 – 82 | Lussemburgo | Centre National Sportif et Culturel d'Coque |

| Lussemburgo 13 luglio 2006 | Monaco | 29 – 56 | Scozia | Centre National Sportif et Culturel d'Coque |

## Seconda Fase

### Semifinali
| Lussemburgo 15 luglio 2006 | Lussemburgo | 104 – 23 | Gibilterra | Centre National Sportif et Culturel d'Coque |

| Lussemburgo 15 luglio 2006 | Scozia | 88 – 43 | Malta | Centre National Sportif et Culturel d'Coque |

### Finali
- 3º - 4º posto

| Lussemburgo 16 luglio 2006 | Gibilterra | 23 – 68 | Monaco | Centre National Sportif et Culturel d'Coque |

- 1º - 2º posto

| Lussemburgo 11 luglio 2006 | Lussemburgo | 48 – 53 | Scozia | Centre National Sportif et Culturel d'Coque |

## Classifica finale
| Pos     | Team        |  |
| ------- | ----------- |  |
| Oro     | Scozia      |  |
| Argento | Lussemburgo |  |
| Bronzo  | Monaco      |  |
| 4.      | Gibilterra  |  |